# Список храмов Ярославля

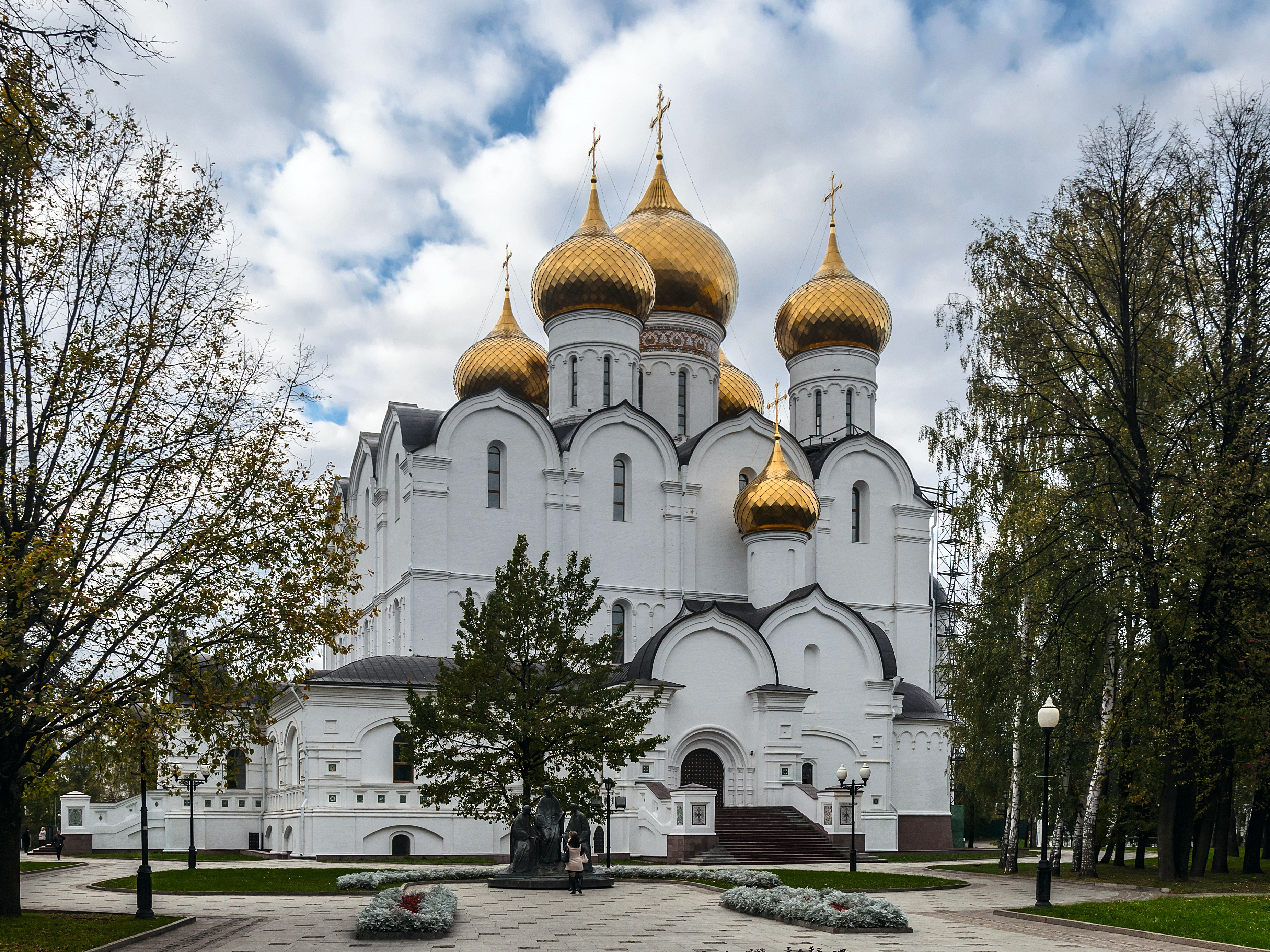
Успенский кафедральный собор, восстановленный в 2010 году, стал главным украшением исторического центра Ярославля

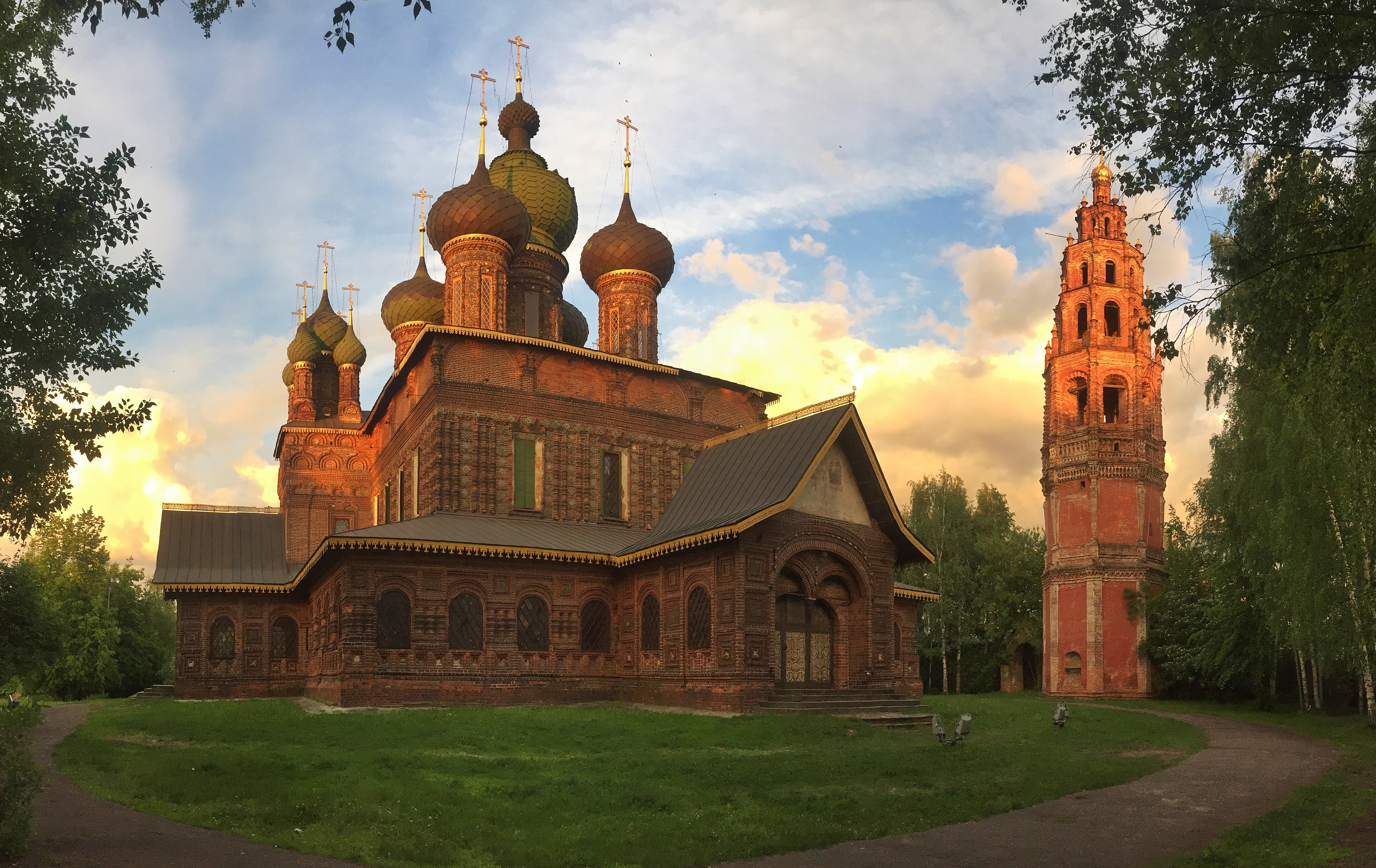
Церковь Иоанна Предтечи в Толчкове — единственный в России пятнадцатиглавый храм. Его изображения носят с собой большинство жителей России

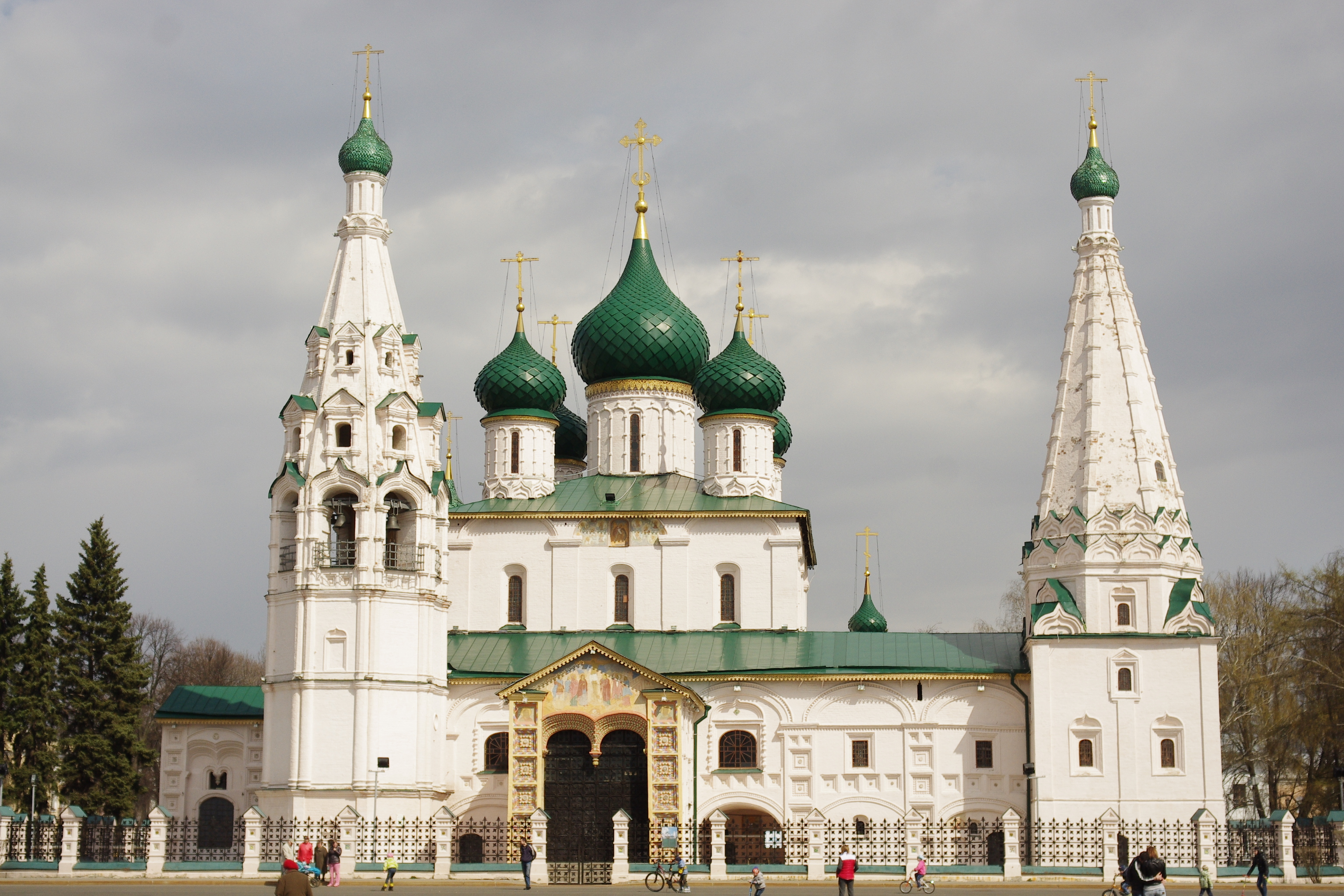
От церкви Илии Пророка расходятся лучами улицы исторического центра Ярославля

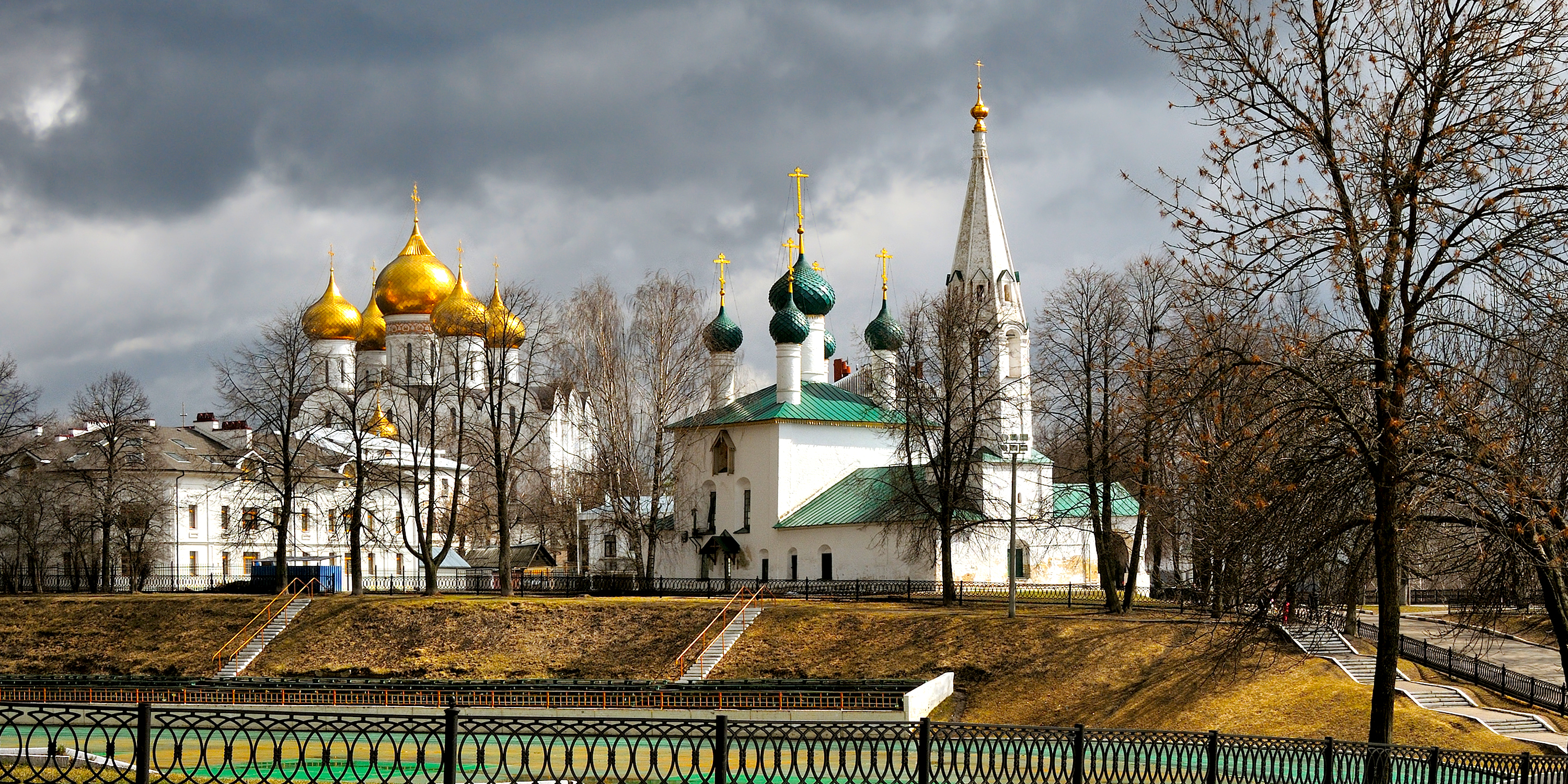
Церковь Николая Чудотворца в Рубленом городе — единственный храм бывшего Ярославского кремля, сохранившийся с XVII века в первоначальном облике

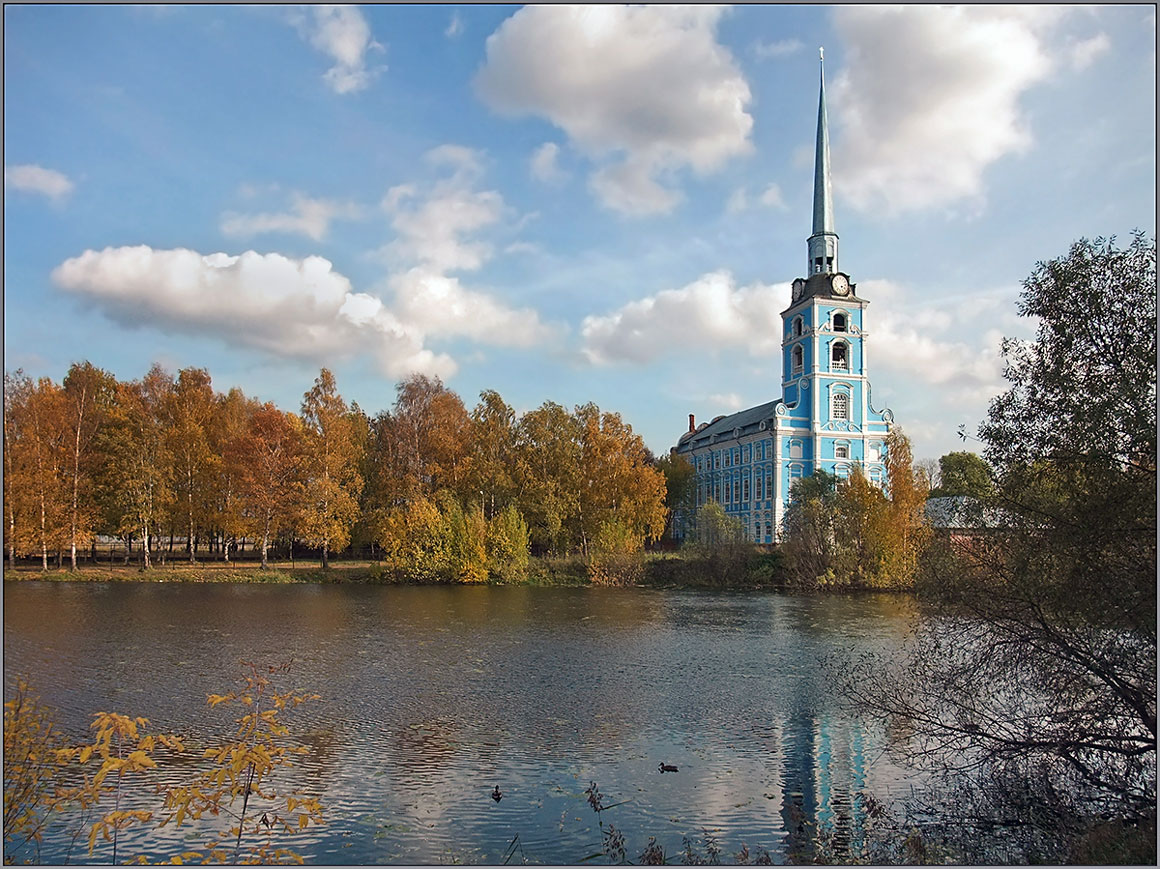
Необычный для Ярославля Петропавловский храм был построен Иваном Затрапезновым как напоминание о великом Петре I

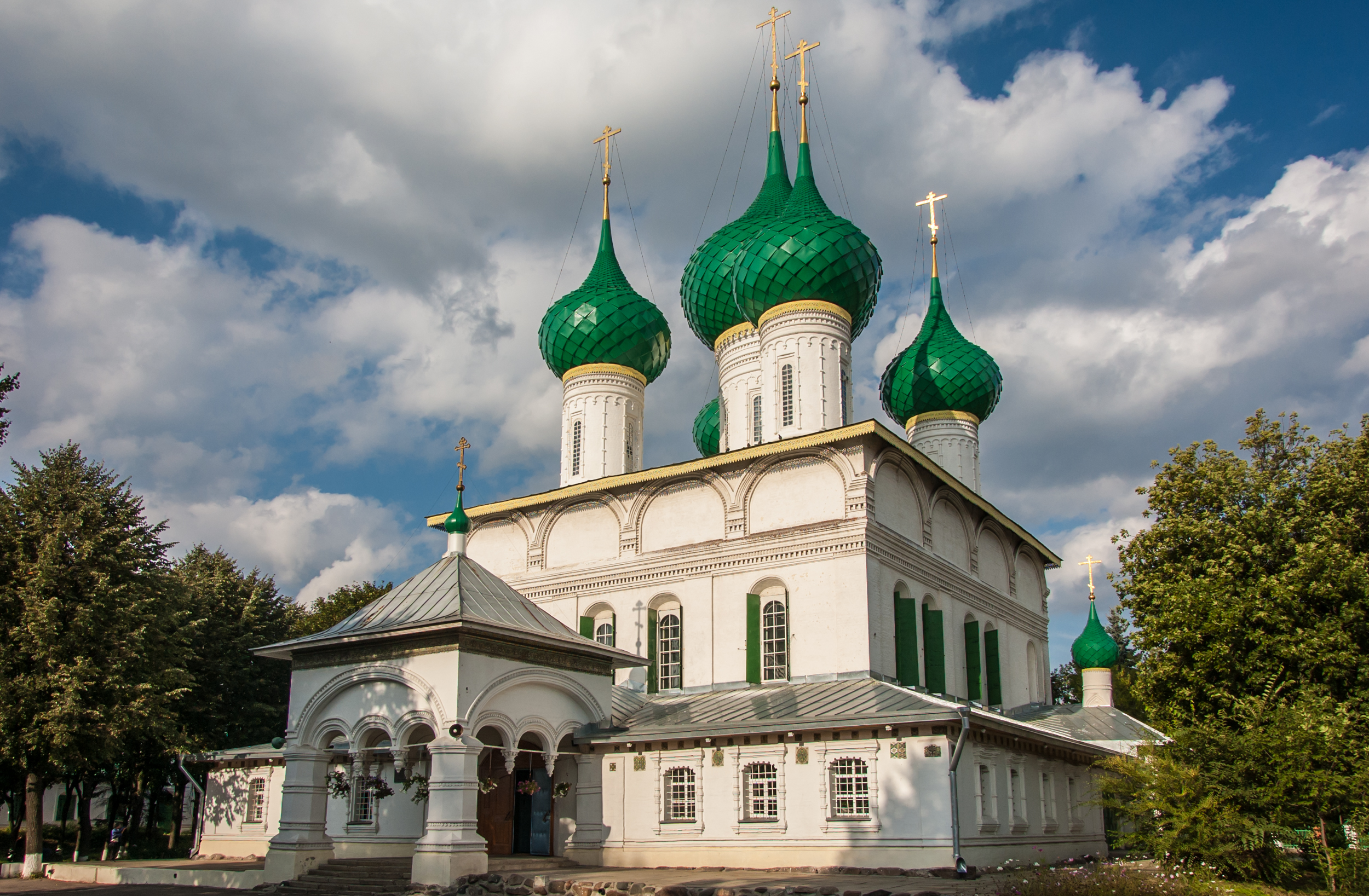
Летний храм Николо-Пенского прихода в Толчкове был посвящён моленному образу царей династии Романовых — Феодоровской иконе Божией Матери

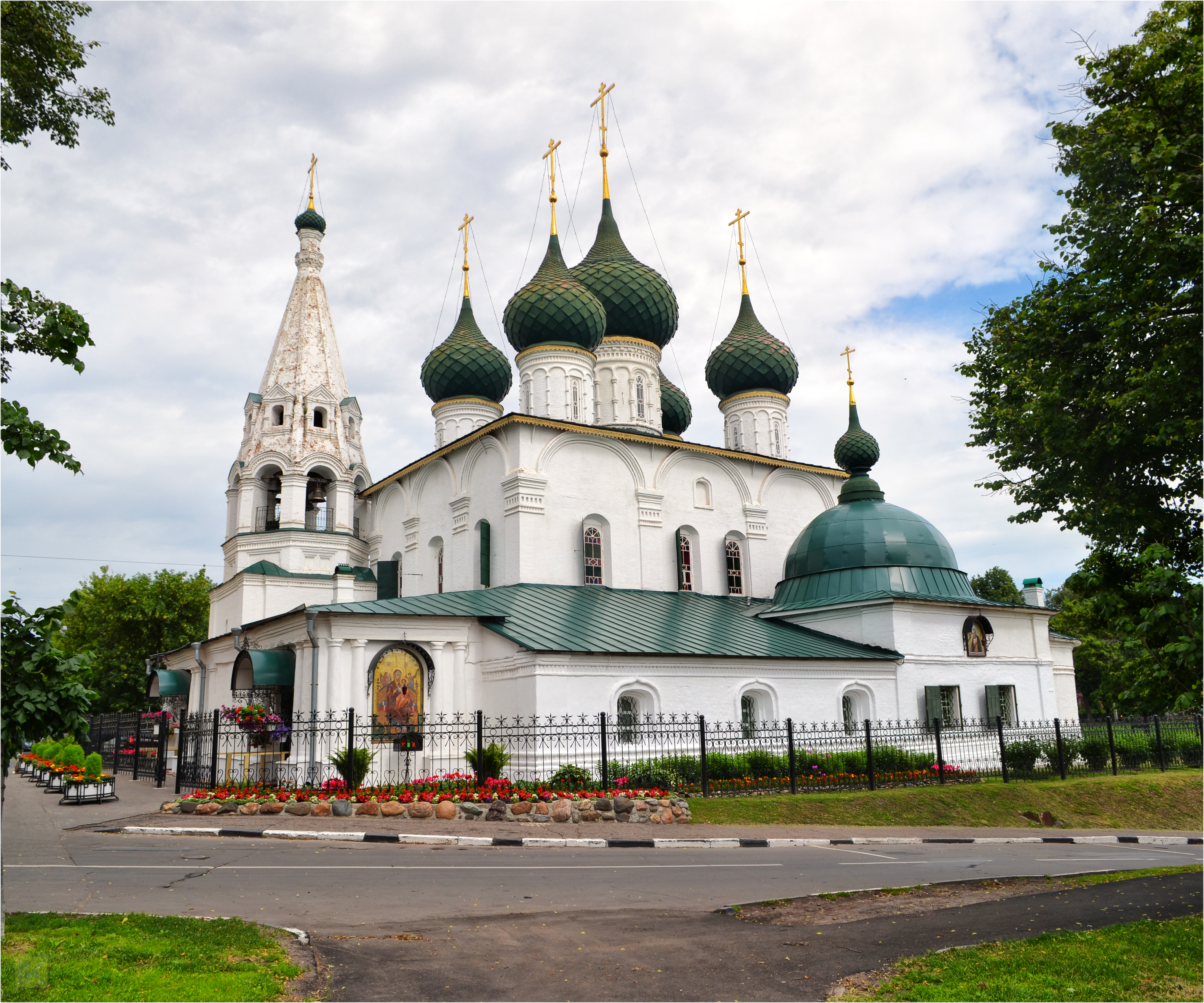
Большинство храмов Ярославля, включая церковь Спаса на Городу, выстроены во второй половине XVII столетия

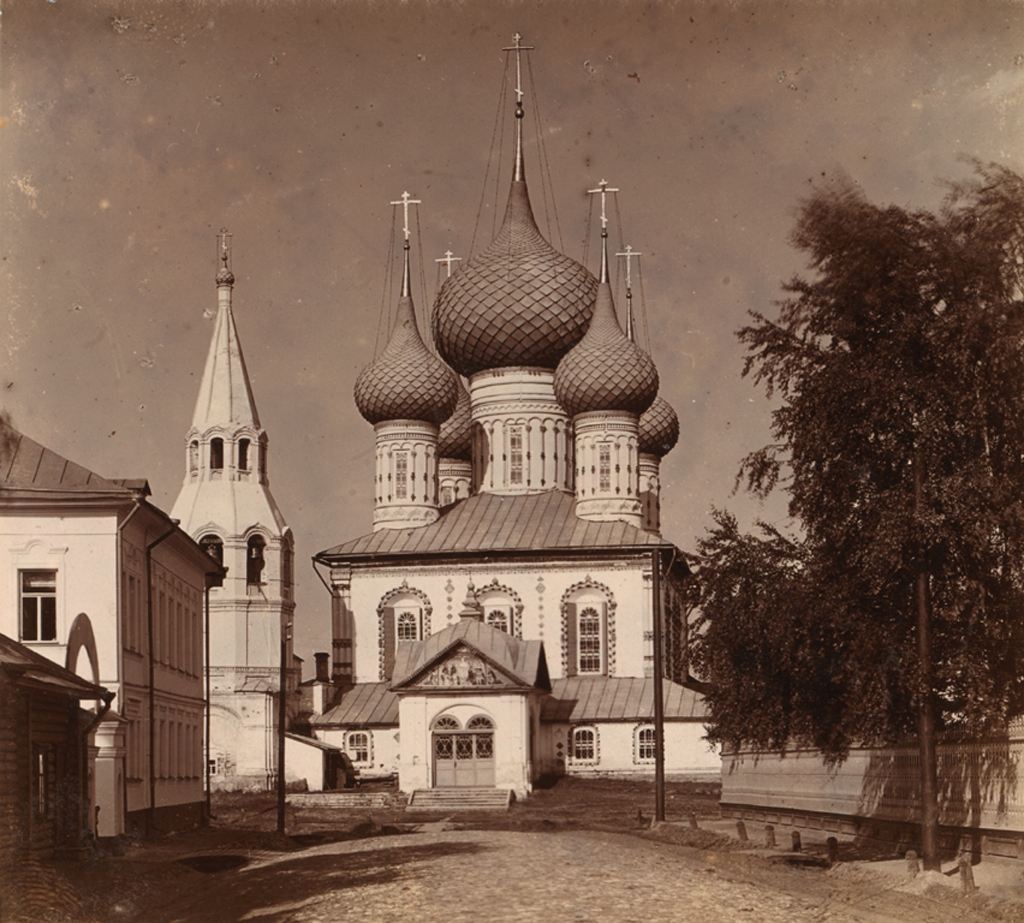
Церковь Петра и Павла на Волжском берегу — один из многих ярославских храмов, разрушенных в советское время

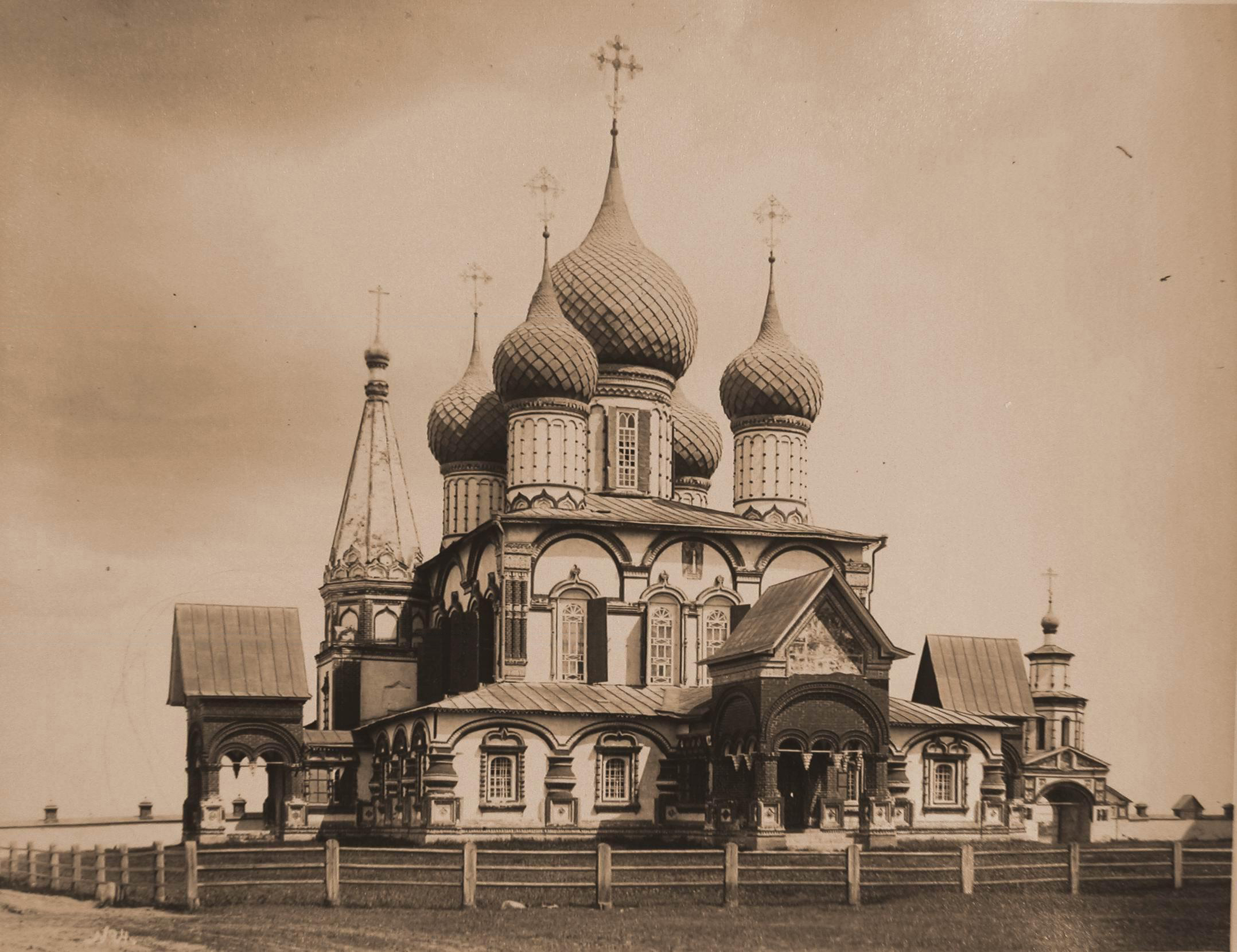
Церковь Иоанна Златоуста в Коровниках сохранилась, но утратила своё богатое убранство

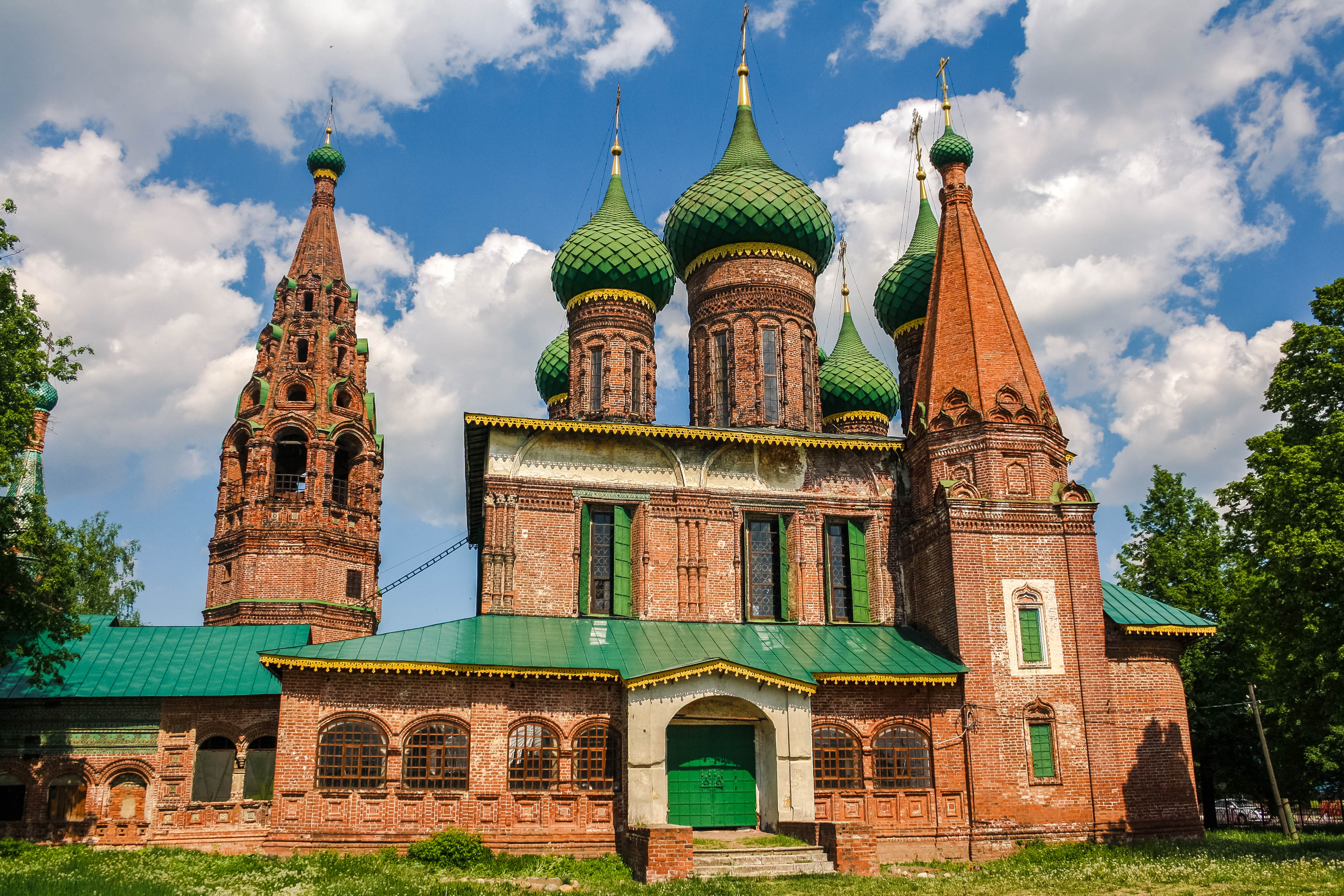
Церковь Николая Чудотворца Мокринская построена, по преданию, на месте древнего святилища Мокоши

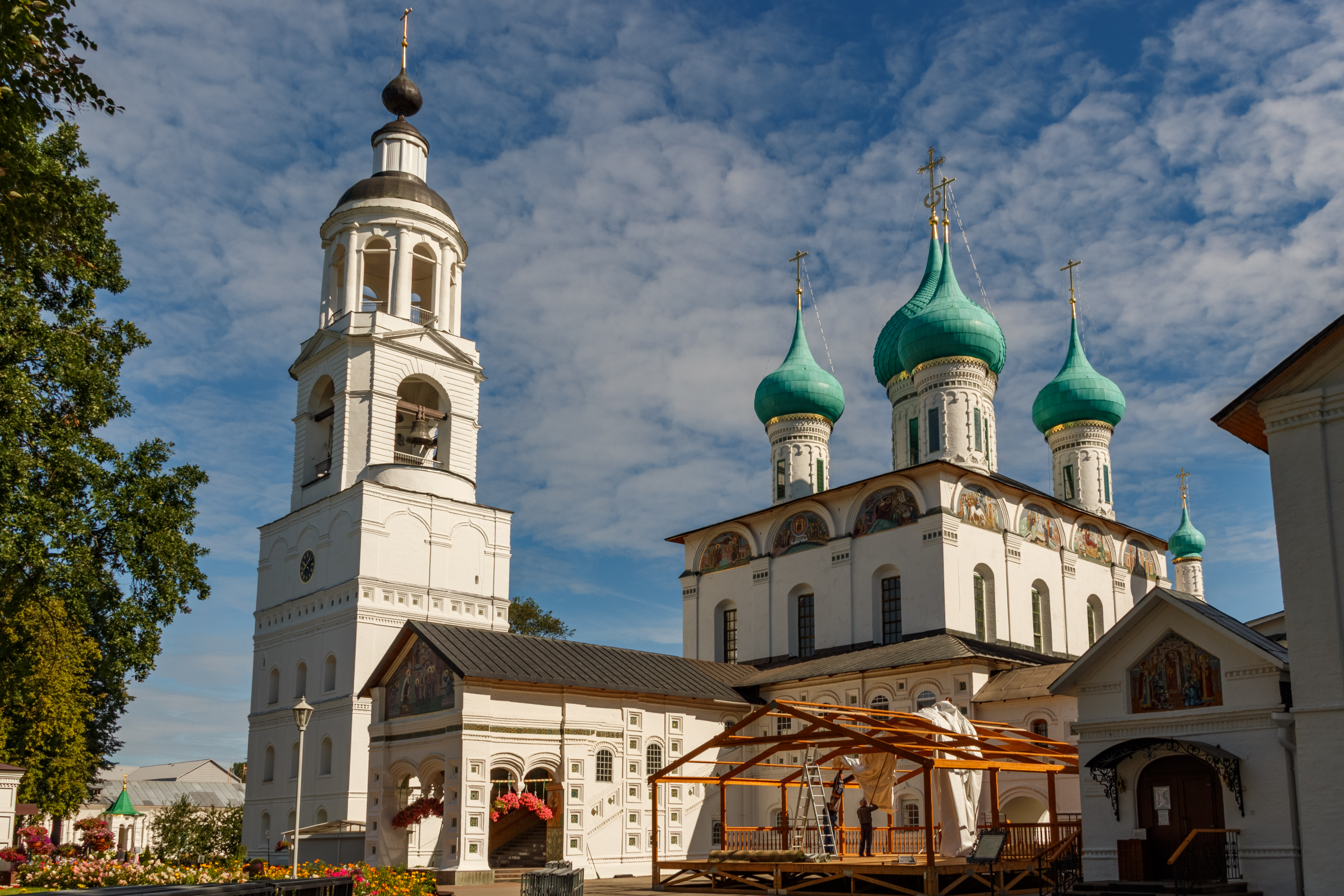
Введенский собор построен на месте обретения Толгской иконы Божией Матери

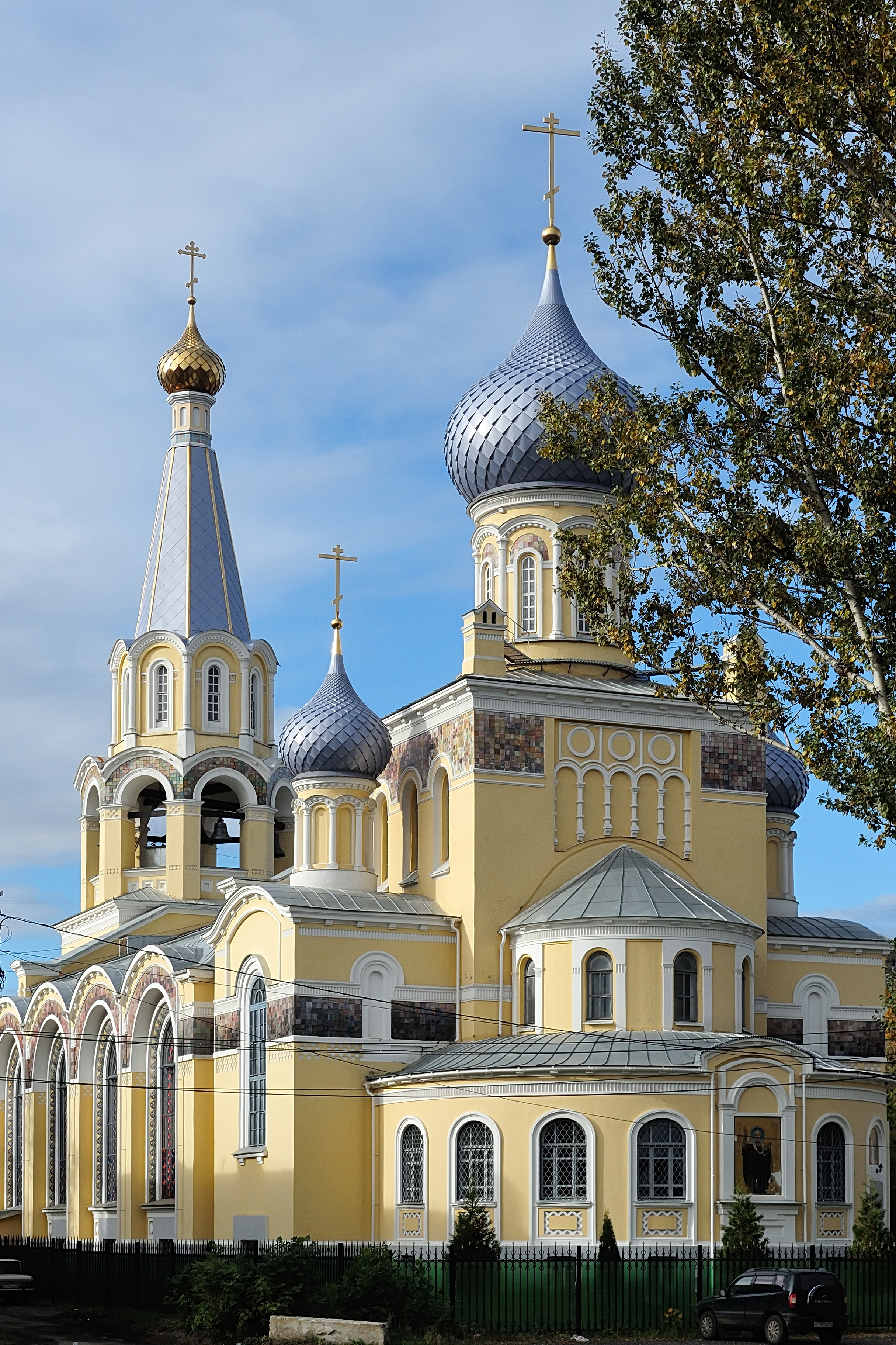
Церковь Андрея Критского в Меленках была главным храмом работников Большой мануфактуры

В статье приведён список храмов (кроме домовых) и часовен города Ярославля, как существующих, так и существовавших ранее.

## Православные храмы и часовни

### Рубленый город
- Собор Успения Пресвятой Богородицы (2010)
- Церковь Илии Пророка в кремле (1831)
- Церковь Николая Чудотворца в Рубленом городе (1695)

Разрушенные в советское время:
- Церковь Иоанна Златоуста в кремле (1690)

Существовавшие ранее:
- Церковь Толгской иконы Божией Матери (1686—1770-е)

### Земляной город
- Собор Афанасия и Кирилла в Спасо-Афанасиевском монастыре (1615)
- Собор Казанской иконы Божией Матери в Казанском монастыре (1845)
- Церковь Знамения Пресвятой Богородицы при Власьевской башне (1897)
- Церковь Илии Пророка (1650)
- Церковь Михаила Архангела (1657)
- Церковь Николая Чудотворца Надеинская (1621)
- Церковь Покрова Пресвятой Богородицы в Казанском монастыре (1828)
- Церковь Рождества Христова (1644)
- Церковь Спаса на Городу (1672)
- Церковь Спаса Нерукотворного Образа в Спасо-Афанасиевском монастыре (1705)
- Церковь Сретения Господня (1895)
- Часовня Александра Невского (1892)
- Часовня Знамения Божией Матери при Сретенской церкви (1894)
- Часовня Спаса Нерукотворного Образа в Афанасьевском монастыре (ок. 1750-х)

Разрушенные в советское время:
- Церковь Варвары Великомученицы (1668)
- Церковь Воскресения Христова (1660)
- Церковь Всех Святых (1689)
- Церковь Екатерины Великомученицы (Варваринский приход) (1715)
- Церковь Жён Мироносиц (Всехсвятский приход) (1694)
- Церковь Космы и Дамиана в Земляном городе (1671)
- Церковь Рождества Иоанна Предтечи (Николо-Надеинский приход) (ок. 1660)
- Часовня Казанской иконы Божией Матери в Казанском монастыре (1818)
- Часовня Смоленской иконы Божией Матери в Подзеленье
- Часовня Спаса Нерукотворного Образа у Спасских казарм (1890-е)
- Часовня Толгской иконы Божией Матери (Всехсвятский приход) (1853)
- Часовня Толгской иконы Божией Матери (Николо-Надеинский приход) (1870)

Существовавшие ранее:
- Церковь Леонтия Ростовского (1635—1783)
- Церковь Рождества Христова (Леонтьевский приход) (1688—1783)
- Церковь Троицы Живоначальной (Борисо-Глебский приход) (1656—1830-е)
- Церковь Тихвинской иконы Божией Матери (Борисо-Глебский приход) (1678—1830-е)
- Церковь Флора и Лавра (1712—1820)

### Посад
- Собор Преображения Господня в Спасо-Преображенском монастыре (1516)
- Церковь Благовещения Пресвятой Богородицы (1688)
- Церковь Богоявления (1682)
- Церковь Владимирской иконы Божией Матери на Божедомке (1678)
- Церковь Воздвижения Креста Господня (1675)
- Церковь Вознесения Господня (1688)
- Церковь Вознесения Господня (Благовещенский приход) (1745)
- Церковь Воскресения Христова в Спасо-Преображенском монастыре (ок. 1520-х)
- Церковь Димитрия Солунского (1671)
- Церковь Космы и Дамиана (Воздвиженский приход) (1722)
- Церковь Леонтия Ростовского (1791)
- Церковь Никиты Великомученика (1902)
- Церковь Николая Чудотворца Мокринская (1672)
- Церковь Параскевы Пятницы в Калачной слободе (1741)
- Церковь Петра Митрополита (1657)
- Церковь Печерской иконы Божией Матери в Спасо-Преображенском монастыре
- Церковь Похвалы Пресвятой Богородицы (Димитриево-Солунский приход) (1748)
- Церковь Сретения Господня (Вознесенский приход) (1691)
- Церковь Тихвинской иконы Божией Матери (Николо-Мокринский приход) (1686)
- Церковь Ярославских Чудотворцев Феодора, Давида и Константина в Спасо-Преображенском монастыре (1831)
- Часовня Алексия Московского (2010)
- Часовня Казанской иконы Божией Матери (1997)
- Часовня Трифона Ростовского в Спасо-Преображенском монастыре (1830)

Разрушенные в советское время:
- Церковь Введения во храм Пресвятой Богородицы (Семёновский приход) (1738)
- Церковь Святого Власия (1633)
- Церковь Входа Господня в Иерусалим в Спасо-Преображенском монастыре (1826)
- Церковь Иоанна Богослова (1679)
- Церковь Михаила Архангела (Никитский приход) (1647)
- Церковь Николая Чудотворца (Петропавловский приход) (1840)
- Церковь Параскевы Пятницы на Всполье (1689)
- Церковь Петра и Павла на Волжском берегу (1691)
- Церковь Покрова Пресвятой Богородицы (1905)
- Церковь Покрова Пресвятой Богородицы (Владимирский приход) (1822)
- Церковь Рождества Пресвятой Богородицы (1720)
- Церковь Симеона Столпника (1723)
- Церковь Сошествия Святого Духа (1690)
- Церковь Трёх Святителей Вселенских (Духовской приход) (1814)
- Церковь Троицы Живоначальной (Власьевский приход) (1603)
- Церковь Троицы Живоначальной (Пятницко-Калашный приход) (1730)
- Часовня Иверской иконы Божией Матери (Власьевский приход) (1870)
- Часовня Спаса Нерукотворного Образа на Семёновской площади (ок. 1800)
- Андрониевский старообрядческий молитвенный дом (ок. 1780-х)
- Часовня Троицы Живоначальной в Спасо-Преображенском монастыре (1896)

### Южная часть (Закоторослье)
- Церковь Андрея Критского в Меленках (1908)
- Церковь Владимира равноапостольного в Толчкове (1999)
- Церковь Владимирской иконы Божией Матери в Коровниках (1669)
- Церковь Воскресения Христова в Железном Борке (1787)
- Церковь Иоанна Златоуста в Коровниках (1654)
- Церковь Иоанна Предтечи в Толчкове (1687)
- Церковь Николая Чудотворца в Меленках (1672)
- Церковь Николая Чудотворца Пенская в Толчкове (1689)
- Церковь Николая Чудотворца в Тропине (1662)
- Церковь Параскевы Пятницы на Туговой горе (1692)
- Церковь Петра и Павла при мануфактуре (1744)
- Церковь Ризоположения в Крестобогородском (1760)
- Церковь Сергия Радонежского в Коровниках (1904)
- Церковь Феодоровской иконы Божией Матери в Толчкове (1687)
- Церковь Ярославской иконы Божией Матери в Соколе (2011)
- Часовня иконы Божией Матери Всех Скорбящих Радость при гостинице «Ярославское подворье» (2012)

Разрушенные в советское время:
- Церковь Вознесения Господня в Толчкове (1665)
- Церковь Донской иконы Божией Матери в Донской слободе (1747)
- Церковь Илии Пророка на Ветке (1901)
- Церковь Успения Пресвятой Богородицы в Меленках (1683)
- Церковь Успения Пресвятой Богородицы в Толчкове (единоверческая, 1869)
- Часовня в Меленках (1896)
- Часовня кладбищенская на Ветке (1913)
- Часовня Феодоровской иконы Божией Матери в Толчкове (1884)

### Заволжье
- Собор Введения Пресвятой Богородицы во Храм в Толгском монастыре (1618)
- Церковь Благовещения Пресвятой Богородицы в Яковлевском (1778)
- Церковь Воздвижения Креста Господня в Воздвиженском (1799)
- Церковь Воздвижения Креста Господня в Толгском монастыре (1672)
- Церковь Зосимы и Савватия в Тверицах (1693)
- Церковь Иконы Божией Матери Умягчение злых сердец в ИК-8
- Церковь Иоанна Кронштадтского в ИК-1
- Церковь Николая Чудотворца в Толгском монастыре (1672)
- Церковь Софии Премудрости Божией в Савине (1766)
- Церковь Спаса Нерукотворного Образа в Толгском монастыре (1710)
- Церковь Троицы Живоначальной в Смоленском (1835)
- Часовня Зосимы и Савватия в Тверицах (2002)
- Часовня на могиле убиенных иноков в Толгском монастыре (1893)

Разрушенные в советское время:
- Церковь Всех Святых в Смоленском (ок. 1660-х)
- Церковь Смоленской Иконы Божией Матери в Смоленском (ок. 1660-х)
- Церковь Спаса Всемилостивого в Тверицах (старообрядческая, 1906)
- Церковь Тихвинской иконы Божией Матери в Першине (1894)
- Церковь Троицы Живоначальной в Тверицах (1771)
- Часовня Всех Скорбящих Радость на Тверицком кладбище (1893)
- Часовня Креста Господня в Яковлевском (1904)
- Часовня Святогорской иконы Божией Матери в Смоленском (1897)
- Часовня Троицы Живоначальной в Тверицах

### Северная часть
- Церковь Благовещения Пресвятой Богородицы в Норском (1765)
- Церковь иконы Божией Матери Нечаянная Радость в Брагине (2001)
- Церковь Лазаря Праведного в Осташинском (2008)
- Церковь Михаила Архангела в Норском (1748)
- Церковь Спаса Нерукотворного Образа в Иванькове (1779)
- Церковь Тихона патриарха в Брагине (строится)
- Церковь Троицы Живоначальной в Норском (1745)
- Церковь Успения Пресвятой Богородицы в Норском (1753)
- Часовня Владимира равноапостольного у ТЦ Альтаир (2008)

## Прочие
- Евангелическо-лютеранская церковь (кирха) Святых Петра и Павла
- Католический приход Воздвижения Святого Креста